# 오스기 가쓰오
오스기 가쓰오(일본어: 大杉 勝男, 1945년 3월 5일 ~ 1992년 4월 30일)는 일본의 전 프로 야구 선수이자 야구 지도자, 야구 해설가·평론가이다.
통산 홈런과 통산 타점은 모두 일본 프로 야구에서의 역대 9위이다.

## 상세 정보

### 출신 학교
- 간사이 고등학교

### 선수 경력
사회인 시대
- 마루이

프로팀 경력
- 도에이 플라이어스·닛타쿠홈 플라이어스·닛폰햄 파이터스(1965년 ~ 1974년)
- 야쿠르트 스왈로스(1975년 ~ 1983년)

### 지도자·기타 경력
- 후지 TV·닛폰 방송 야구 해설자(1984년 ~ 1989년)
- 요코하마 다이요 웨일스 타격 코치(1990년 ~ 1991년)

### 수상·타이틀 경력

#### 타이틀
- 홈런왕 : 2회(1970년, 1971년)
- 타점왕 : 2회(1970년, 1972년)
- 최다 안타(당시는 타이틀이 아님) : 1회(1971년) ※1994년부터 타이틀로 제정됨

#### 수상
- 베스트 나인 : 5회(1967년, 1969년 ~ 1972년)
- 다이아몬드 글러브상 : 1회(1972년)
- 일본 시리즈 MVP : 1회(1978년)
- 올스타전 MVP : 1회(1967년 3차전)
- 일본 야구 명예의 전당 헌액자(1997년)

### 개인 기록

#### 기록 달성 경력
- 통산 100홈런 : 1969년 9월 23일, 대 난카이 호크스 17차전(오사카 구장), 2회초에 미나가와 무쓰오로부터 솔로 홈런 ※역대 54번째
- 통산 150홈런 : 1970년 10월 19일, 대 한큐 브레이브스 25차전(한큐 니시노미야 구장), 8회초에 요네다 데쓰야로부터 좌월 3점 홈런 ※역대 28번째
- 통산 200홈런 : 1972년 5월 13일, 대 롯데 오리온스 4차전(고라쿠엔 구장), 4회말에 기타루 마사아키로부터 좌중간에 솔로 홈런 ※역대 18번째
- 통산 1000경기 출장 : 1973년 6월 23일, 대 한큐 브레이브스 전기 11차전(한큐 니시노미야 구장), 5번·1루수로서 선발 출장 ※역대 166번째
- 통산 1000안타 : 1973년 8월 2일, 대 한큐 브레이브스 후기 3차전(한큐 니시노미야 구장), 1회초에 요네다 데쓰야로부터 좌월 선제 2점 홈런 ※역대 83번째
- 통산 250홈런 : 1973년 8월 9일, 대 난카이 호크스 후기 3차전(오사카 구장), 8회초에 무라카미 마사노리로부터 좌월 3점 홈런 ※역대 10번째
- 통산 300홈런 : 1975년 10월 11일, 대 히로시마 도요 카프 25차전(히로시마 시민 구장), 7회초에 사에키 가즈시로부터 선제 솔로 홈런 ※역대 9번째
- 통산 1000타점 : 1977년 6월 5일, 대 주니치 드래곤스 7차전(나고야 구장), 4회초에 마쓰모토 유키쓰라로부터 우전 2점 적시타 ※역대 11번째
- 통산 1500경기 출장 : 1977년 6월 22일, 대 주니치 드래곤스 10차전(메이지 진구 야구장), 5번·1루수로서 선발 출장 ※역대 55번째
- 통산 350홈런 : 1977년 8월 11일, 대 다이요 웨일스 17차전(메이지 진구 야구장), 1회말에 마시바 시게쿠니로부터 좌월 3점 홈런 ※역대 8번째
- 통산 1500안타 : 1977년 8월 25일, 대 한신 타이거스 21차전(오카야마 현 야구장), 1회초에 마스야마 세이쿄쿠로부터 좌전 적시타 ※역대 33번째
- 통산 3000루타 : 1978년 7월 28일, 대 주니치 드래곤스 14차전(나고야 구장), 8회초에 마쓰모토 유키쓰라로부터 솔로 홈런 ※역대 14번째
- 통산 400홈런 : 1979년 7월 28일, 대 주니치 드래곤스 14차전(메이지 진구 야구장), 1회말에 호시노 센이치로부터 우월 2점 홈런 ※역대 6번째
- 통산 3500루타 : 1980년 10월 19일, 대 주니치 드래곤스 23차전(구사나기 구장), 5회말에 사토 마사오로부터 단타 ※역대 10번째
- 통산 1000삼진 : 1981년 5월 2일, 대 히로시마 도요 카프 4차전(히로시마 시민 구장), 8회초에 오가와 구니카즈로부터 ※역대 7번째
- 통산 2000안타 : 1981년 7월 21일, 대 주니치 드래곤스 16차전(나고야 구장), 1회초에 고마쓰 다쓰오로부터 좌중간에 선제 적시 2루타 ※역대 14번째
- 통산 2000경기 출장 : 1981년 7월 31일, 대 요코하마 다이요 웨일스 15차전(메이지 진구 야구장), 4번·1루수로서 선발 출장 ※역대 16번째
- 통산 450홈런 : 1982년 5월 11일, 대 요코하마 다이요 웨일스 6차전(요코하마 스타디움), 6회초에 엔도 가즈히코로부터 좌월 역전 결승 3점 홈런 ※역대 5번째
- 통산 300개의 2루타 : 1982년 8월 19일, 대 주니치 드래곤스 16차전(메이지 진구 야구장), 3회말에 나카다 무네오로부터 좌익 선상 2루타 ※역대 22번째
- 통산 4000루타 : 1983년 8월 4일, 대 히로시마 도요 카프 17차전(히로시마 시민 구장), 3회초에 쓰다 쓰네미로부터 좌중간에 2점 홈런 ※역대 7번째
- 통산 1500타점 : 1983년 8월 21일, 대 히로시마 도요 카프 20차전(메이지 진구 야구장), 6회말에 이케가야 고지로로부터 좌월 2점 홈런 ※역대 5번째

#### 기타
- 올스타전 출장 : 8회(1967년, 1969년, 1970년, 1972년 ~ 1974년, 1977년, 1981년) ※단, 선출은 9회(1980년에는 감기 몸살 때문에 출전 포기)
- 6경기 연속 홈런 : 1973년 10월 2일 ~ 10월 9일 ※퍼시픽 리그 타이 기록
- 5경기 연속 홈런 : 1969년 6월 20일 ~ 6월 26일
- 월간 홈런 : 15개(1972년 5월)
- 시즌 끝내기 안타 : 5개(1969년) ※프로 야구 타이 기록
- 시즌 끝내기 홈런 : 3개(1969년) ※퍼시픽 리그 타이 기록
- 시즌 최다 희생 플라이 : 15개(1970년) ※프로 야구 기록
- 일본 시리즈 4홈런 : 1978년 ※시리즈 타이 기록
- 일본 시리즈 10타점 : 1978년 ※시리즈 기록
- 시즌 40홈런 : 3회(3년 연속)
- 시즌 30홈런 : 8회(6년 연속)
- 시즌 100타점 : 4회(3년 연속)
- 시즌 80타점 : 12회(8년 연속)
- 센트럴·퍼시픽 양대 리그 1000안타 : 1983년 6월 3일, 대 주니치 드래곤스 19차전(메이지 진구 야구장), 4회말에 스즈키 다카마사로부터 좌전 안타 ※사상 최초
- 센트럴·퍼시픽 양대 리그 1000경기 출장 : 1983년 ※사상 최초
- 센트럴·퍼시픽 양대 리그 두 경기 5홈런 : 1970년 8월 6일 한큐 브레이브스 전 3개·같은 달 8일 난카이 호크스 전 2개, 1983년 6월 17일 한신 타이거스 전 2개·같은 달 18일 한신 타이거스 전 3개
- 890경기 연속 출장 : 1968년 9월 21일 ~ 1975년 8월 20일

### 등번호
- 51(1965년 ~ 1972년, 1974년)
- 3(1973년)
- 8(1975년 ~ 1983년)
- 88(1990년 ~ 1991년)

### 연도별 타격 성적
| 연 도       | 소 속                  | 경 기 | 타 석 | 타 수 | 득 점 | 안 타 | 2 루 타 | 3 루 타 | 홈 런 | 루 타 | 타 점 | 도 루 | 도 루 자 | 희 생 번 | 희 생 플 | 볼 넷 | 고 4 | 사 구 | 삼 진 | 병 살 타 | 타 율 | 출 루 율 | 장 타 율 | O P S |
| ----------- | ---------------------- | ----- | ----- | ----- | ----- | ----- | ------- | ------- | ----- | ----- | ----- | ----- | -------- | -------- | -------- | ----- | ---- | ----- | ----- | -------- | ----- | -------- | -------- | ----- |
| 1965년      | 도에이 닛타쿠홈 닛폰햄 | 60    | 113   | 104   | 7     | 20    | 5       | 1       | 1     | 30    | 13    | 0     | 1        | 1        | 2        | 5     | 0    | 1     | 23    | 3        | .192  | .232     | .288     | .521  |
| 1966년      | 도에이 닛타쿠홈 닛폰햄 | 101   | 203   | 186   | 29    | 50    | 6       | 1       | 8     | 82    | 28    | 1     | 0        | 2        | 3        | 7     | 0    | 5     | 29    | 1        | .269  | .308     | .441     | .749  |
| 1967년      | 도에이 닛타쿠홈 닛폰햄 | 134   | 552   | 491   | 64    | 143   | 25      | 1       | 27    | 251   | 81    | 1     | 4        | 4        | 3        | 46    | 4    | 8     | 107   | 11       | .291  | .359     | .511     | .871  |
| 1968년      | 도에이 닛타쿠홈 닛폰햄 | 133   | 536   | 476   | 76    | 114   | 17      | 1       | 34    | 235   | 89    | 4     | 6        | 1        | 3        | 51    | 7    | 5     | 106   | 15       | .239  | .318     | .494     | .811  |
| 1969년      | 도에이 닛타쿠홈 닛폰햄 | 130   | 548   | 495   | 71    | 141   | 22      | 2       | 36    | 275   | 99    | 3     | 3        | 0        | 3        | 43    | 9    | 7     | 77    | 16       | .285  | .349     | .556     | .904  |
| 1970년      | 도에이 닛타쿠홈 닛폰햄 | 130   | 556   | 492   | 84    | 167   | 27      | 2       | 44    | 330   | 129   | 5     | 4        | 0        | 15       | 44    | 1    | 5     | 61    | 18       | .339  | .388     | .671     | 1.059 |
| 1971년      | 도에이 닛타쿠홈 닛폰햄 | 130   | 562   | 489   | 74    | 154   | 17      | 1       | 41    | 296   | 104   | 7     | 8        | 0        | 4        | 63    | 18   | 6     | 65    | 15       | .315  | .397     | .605     | 1.002 |
| 1972년      | 도에이 닛타쿠홈 닛폰햄 | 130   | 559   | 492   | 81    | 145   | 18      | 1       | 40    | 285   | 101   | 0     | 1        | 0        | 2        | 57    | 9    | 8     | 58    | 21       | .295  | .376     | .579     | .955  |
| 1973년      | 도에이 닛타쿠홈 닛폰햄 | 130   | 548   | 478   | 74    | 129   | 14      | 1       | 34    | 247   | 85    | 3     | 1        | 0        | 7        | 59    | 2    | 4     | 56    | 21       | .270  | .350     | .517     | .867  |
| 1974년      | 도에이 닛타쿠홈 닛폰햄 | 130   | 521   | 461   | 54    | 108   | 14      | 0       | 22    | 188   | 90    | 4     | 2        | 0        | 8        | 48    | 7    | 4     | 73    | 12       | .234  | .307     | .408     | .715  |
| 1975년      | 야쿠르트               | 115   | 431   | 389   | 42    | 92    | 9       | 1       | 13    | 142   | 54    | 1     | 3        | 3        | 4        | 30    | 1    | 5     | 64    | 13       | .237  | .297     | .365     | .662  |
| 1976년      | 야쿠르트               | 121   | 466   | 423   | 62    | 127   | 21      | 1       | 29    | 237   | 93    | 0     | 3        | 0        | 3        | 35    | 2    | 5     | 43    | 19       | .300  | .358     | .560     | .919  |
| 1977년      | 야쿠르트               | 123   | 505   | 453   | 62    | 149   | 19      | 1       | 31    | 263   | 104   | 0     | 2        | 0        | 8        | 37    | 9    | 7     | 65    | 16       | .329  | .382     | .581     | .963  |
| 1978년      | 야쿠르트               | 125   | 516   | 462   | 73    | 151   | 17      | 0       | 30    | 258   | 97    | 0     | 2        | 0        | 3        | 47    | 4    | 4     | 51    | 27       | .327  | .391     | .558     | .950  |
| 1979년      | 야쿠르트               | 118   | 456   | 413   | 46    | 100   | 18      | 0       | 17    | 169   | 68    | 1     | 1        | 0        | 2        | 38    | 1    | 3     | 74    | 10       | .242  | .309     | .409     | .718  |
| 1980년      | 야쿠르트               | 118   | 462   | 425   | 52    | 128   | 19      | 1       | 21    | 212   | 82    | 0     | 3        | 0        | 7        | 27    | 2    | 3     | 42    | 14       | .301  | .342     | .499     | .841  |
| 1981년      | 야쿠르트               | 120   | 453   | 414   | 59    | 142   | 21      | 2       | 20    | 227   | 78    | 1     | 3        | 0        | 4        | 33    | 8    | 2     | 43    | 12       | .343  | .391     | .548     | .939  |
| 1982년      | 야쿠르트               | 88    | 324   | 298   | 30    | 84    | 11      | 0       | 17    | 146   | 59    | 1     | 0        | 0        | 4        | 22    | 3    | 0     | 39    | 11       | .282  | .327     | .490     | .817  |
| 1983년      | 야쿠르트               | 99    | 349   | 322   | 40    | 84    | 6       | 2       | 21    | 157   | 53    | 0     | 0        | 0        | 1        | 23    | 5    | 3     | 40    | 11       | .261  | .315     | .488     | .803  |
| 통산 : 19년 | 통산 : 19년            | 2235  | 8660  | 7763  | 1080  | 2228  | 306     | 19      | 486   | 4030  | 1507  | 32    | 47       | 11       | 86       | 715   | 92   | 85    | 1116  | 266      | .287  | .350     | .519     | .869  |

- 굵은 글씨는 시즌 최고 성적, 붉은색 글씨는 일본 프로 야구 역대 최고 성적.
- 도에이(도에이 플라이어스)는 1973년에 닛타쿠홈(닛타쿠홈 플라이어스), 1974년에 닛폰햄(닛폰햄 파이터스)으로 구단명을 변경.